# Левин, Илья Викторович
Илья́ Ви́кторович Ле́вин (род. 4 сентября 1981) — российский легкоатлет, специалист по бегу на короткие дистанции. Выступал на профессиональном уровне в первой половине 2000-х годов, чемпион России в беге на 60 метров, победитель и призёр первенств всероссийского значения, участник чемпионата Европы в помещении в Вене. Представлял Тульскую и Челябинскую области.

## Биография
Илья Левин родился 4 сентября 1981 года.
Впервые заявил о себе в лёгкой атлетике на взрослом всероссийском уровне в сезоне 2000 года, когда выступил в беге на 100 метров на чемпионате России в Туле.
В 2001 году стартовал на зимнем чемпионате России в Москве. На молодёжном всероссийском первенстве в Чебоксарах одержал победу в дисциплине 100 метров и стал бронзовым призёром в дисциплине 200 метров.
В 2002 году в беге на 60 метров получил серебро на Рождественском кубке в Москве, на чемпионате Москвы среди студентов, на Кубке губернатора в Самаре, при этом был лучшим на турнирах «Русская зима» и Кубок вызова в Москве, превзошёл всех соперников на зимнем чемпионате России в Волгограде. Благодаря череде удачных выступлений вошёл в состав российской национальной сборной и удостоился права защищать честь страны на чемпионате Европы в помещении в Вене, где впоследствии остановился на предварительном квалификационном этапе.
В 2003 году помимо прочего стал пятым на соревнованиях клуба «Луч» в Екатеринбурге, шестым на турнире «Русская зима», седьмым на Мемориале братьев Знаменских в Туле, выиграл 100-метровую дистанцию на молодёжном всероссийском первенстве в Чебоксарах, стартовал на чемпионате России в Туле.
В 2004 году на зимнем чемпионате России в Москве с командой Челябинской области выиграл бронзовую медаль в эстафете 4 × 200 метров. В дисциплине 100 метров финишировал девятым на Мемориале Куца в Москве, четвёртым на Кубке России в Туле, пятым на Мемориале братьев Знаменских в Казани, четвёртым на открытом чемпионате Москвы, дошёл до стадии полуфиналов на чемпионате России в Туле.
В 2005 году выступил на зимнем чемпионате России в Волгограде и вскоре завершил спортивную карьеру.